# Scala Riddle
La scala Riddle (in inglese Riddle scale, conosciuta in italiano anche come scala dell'omofobia di Riddle o scala dell'omofobia Riddle) è una scala psicometrica che misura il grado in cui una persona è o non è omofoba. La scala è stata frequentemente utilizzata nell'educazione alla tolleranza riguardo agli atteggiamenti antidiscriminatori nei confronti dell'orientamento sessuale. Prende il nome dalla sua creatrice, la psicologa Dorothy Riddle.

## Panoramica
La scala Riddle fu sviluppata da Dorothy Riddle nel 1973-74 mentre supervisionava le ricerche per la Task Force dell'American Psychological Association su Gay e Lesbiche. La scala è stata distribuita in conferenze e workshop, ma non è stata formalmente pubblicata per molto tempo; è citato in letteratura sia come presentazione (non pubblicata) della conferenza del 1985 che come articolo del 1994. All'epoca in cui fu sviluppata, l'analisi di Riddle fu una delle prime classificazioni moderne degli atteggiamenti nei confronti dell'omosessualità.
Sotto questo aspetto, la scala corrisponde a ciò che Riddle aveva in mente inizialmente: un modo per spiegare il continuum degli atteggiamenti verso i gay e le lesbiche.

## Livello di misurazione
La scala Riddle è una scala di intervallo unidimensionale di tipo Likert a otto termini con etichette nominali e senza un punto zero esplicito. Ogni termine è associato a un insieme di attributi e credenze; agli individui viene assegnata una posizione sulla scala in base agli attributi che esibiscono e alle convinzioni che possiedono.
La scala è spesso divisa in due parti, i "livelli di atteggiamento omofobo" (i primi quattro termini) e i "livelli positivi di atteggiamento" (ultimi quattro termini).

## La scala
1. Repulsione: l'omosessualità è vista come un crimine contro la natura. I gay e le lesbiche sono considerati malati, pazzi, immorali, peccatori, malvagi, ecc... Qualunque cosa è giustificata per cambiarli e reprimerli: incarcerazione, internamento, terapie comportamentali, terapie di conversione, terapie elettroconvulsive, ecc...
2. Pietà: rappresenta lo sciovinismo eterosessuale. L'eterosessualità è considerata più matura e certamente da preferire. Si ritiene che ogni possibilità di diventare etero dovrebbe essere rafforzata e coloro che sembrano nascere omosessuali dovrebbero essere compatiti come meno fortunati ("i poveri cari").
3. Tolleranza: l'omosessualità è vista come una fase dello sviluppo adolescenziale che molte persone attraversano e la maggior parte delle persone perde crescendo. Quindi, lesbiche e gay sono meno maturi degli etero e dovrebbero essere trattati con la protezione e l'indulgenza che si usa con i bambini che stanno ancora maturando. Si ritiene che le lesbiche e i gay non dovrebbero ricevere posizioni di autorità, dato che devono ancora evolvere il loro comportamento adolescenziale.
4. Accettazione: implica ancora che ci sia qualcosa da accettare; il clima di discriminazione esistente viene ignorato. Caratterizzato da affermazioni del tipo "Non sei lesbica per me, sei una persona!" oppure "Quello che fai a letto è affar tuo" o "Va bene per me finché non c'è sfoggio!"
5. Sostegno: le persone a questo livello possono non apprezzare l'omosessualità, ma sono consapevoli del clima omofobico e dell'irrazionale senso di disprezzo che si prova nei confronti degli omosessuali e per ciò lavorano per salvaguardare i diritti di lesbiche e gay.
6. Ammirazione: è riconosciuto che essere lesbiche e gay nella società richiede forza. Le persone a questo livello sono disposte a esaminare veramente i loro atteggiamenti, valori e comportamenti nei confronti dell'omosessualità.
7. Apprezzamento: la diversità delle persone è considerata preziosa e le lesbiche e i gay sono considerati parte valida di tale diversità. Le persone a questo livello sono disposte a combattere l'omofobia in se stessi e negli altri.
8. Assimilazione: si presume che le persone gay / lesbiche siano indispensabili nella nostra società. Le persone a questo livello vedono le lesbiche e i gay con genuino affetto, gioia e sono disposte a essere i loro alleati e sostenitori.

## Discussione
L'analisi di Riddle è stata accreditata per aver sottolineato che sebbene "tolleranza" e "accettazione" possano essere visti come atteggiamenti positivi, dovrebbero essere considerati negativi perché possono mascherare paura o odio sotterraneo (qualcuno può tollerare un bambino che piange su un aereo mentre, allo stesso tempo, desiderando che si fermasse) o indicando che c'è davvero qualcosa che dobbiamo accettare, e che siamo noi che abbiamo il potere di rifiutare o accettare. Questa osservazione generalizza le valutazioni di atteggiamento in altre aree oltre all'orientamento sessuale ed è uno dei punti di forza dello studio di Riddle.
Sebbene si occupi principalmente dell'atteggiamento degli adulti verso la differenza, il modello è stato posizionato nella tradizione dello sviluppo cognitivo delle fasi di sviluppo morale di Piaget e Kohlberg.
Come scala psicometrica, la scala di Riddle è stata considerata avere una validità accettabile ma le sue esatte proprietà psicometriche sono sconosciute.